# Sylvie Fontaine
Pour les articles homonymes, voir Fontaine.
Sylvie Fontaine, née le 14 septembre 1962, est auteure française de bande dessinée.

## Biographie
Sylvie Fontaine est diplômée de l'École nationale supérieure des arts décoratifs (ENSAD-Paris). Après avoir été dessinatrice et conceptrice en publicité et illustratrice pour les livres jeunesse, elle se lance dans le roman graphique : elle publie, dès 1999, un album intitulé Là-Bas (éditions La Cafetière) puis un autre en 2000... Elle enseigne également le dessin à des étudiants de BTS et également à des adolescents dans un centre culturel.

## Publications

### Albums
- Là-Bas, La Cafetière, coll. « Crescendo », 1999.
- Cubik 1, La Cafetière, coll. « Corazon », 2000.
- Changer Tout, Les Oiseaux de Passage, 2001.
- Cubik 2, La Cafetière, coll. « Corazon », 2002[2].
- Calamity, BFB, 2004.
- Le Poulet du Dimanche, Tanibis, 2007[3].
- Naïve, La Boîte à bulles, 2008.
- Miss Va-Nu-Pieds, Tanibis, 2008[4].
- Sous le manteau, Tanibis, 2010[5].
- Zita, La Boîte à bulles, 2016[6].

### Revues et Collectifs
- Comix 2000.
- Bachi-Bouzouk.
- PLG.
- Rhinocéros contre Éléphant.